# Fritz Schimanski
Friedrich „Fritz“ Schimanski (* 1. Juli 1889 in Tilsit; † 22. November 1938 in der Sowjetunion) war ein deutscher kommunistischer Politiker. Während des Großen Terrors in der Sowjetunion wurde er 1936 vom NKWD verhaftet und 1938 erschossen.

## Leben
Der gelernte Ziseleur Schimanski schloss sich 1911 der SPD an und trat mit anderen Gegnern der Burgfriedenspolitik 1917 zur USPD über. 1918 war Schimanski während der Novemberrevolution Mitglied des Arbeiter- und Soldatenrates in Danzig. Mit deren linken USPD-Flügel schloss er sich Ende 1920 mit der KPD zur VKPD zusammen. In der Berliner (V)KPD übernahm er verschiedene kommunalpolitische Ämter und gehörte ab 1920 der Bezirksleitung Berlin-Brandenburg an, wo er zu den Anhängern der Parteilinken um Ruth Fischer und Arkadi Maslow zählte. 1925 ins ZK der KPD gewählt, stimmte er dort 1926 gegen den Ausschluss von Fischer und Maslow sowie später von Hugo Urbahns und wurde Anfang 1927 aus der KPD ausgeschlossen. 1928 im neu gegründeten Leninbund zunächst für dessen Zeitungen und Verlag verantwortlich, trennte er sich bald gemeinsam mit Fischer und Maslow von diesem und wurde nach einer Reueerklärung 1929 wieder in die KPD aufgenommen. Bis 1933 war er u. a. als hauptamtlicher Funktionär für die RGO und als Betriebsratsvorsitzender des Berliner Schlachthofes tätig.
Nach der Machtergreifung der NSDAP 1933 floh Schimanski mit seiner Familie zunächst nach Prag, dann 1934 nach Moskau. Dort geriet er 1936 in die stalinistische Säuberungswelle, wurde vom NKWD verhaftet, u. a. wegen seiner früheren Zugehörigkeit zum Leninbund zum Tode verurteilt und erschossen. Seine Frau Frieda Schimanski wurde in der Sowjetunion von 1936 bis 1947 und von 1950 bis 1954 inhaftiert bzw. verbannt, der gemeinsame Sohn Hans Schimanski von 1937 bis 1947 und von 1952 bis 1955; beide wurden 1957 rehabilitiert und durften in die DDR ausreisen.